# Розенмюллер, Иоганн Георг
Иоганн Георг Розенмюллер (нем. Johann Georg Rosenmüller, 1736—1815) — немецкий богослов; был профессором в Эрлангене, Гиссене и Лейпциге. Отец анатома Иоганна Христиана Розенмюллера и ориенталиста Эрнста Розенмюллера.

## Деятельность
Много содействовал реформе протестантского богослужения; принимал деятельное участие в учреждении школ, особенно бесплатных, убежищ для бедных детей, рабочих домов и т. д. 

## Труды
Критико-богословские труды Розенмюллера отличаются известной независимостью взглядов; они написаны преимущественно на латинском языке, который выдаётся своей чистотой; главнейшие из них:
- «Antiquissima telluris historia» (Ульм, 1776)
- «Scholia in Novum Testamentum» (Нюрнберг, 1777—1782)
- «De causis corruptae religionis per christianos philosophos seculi II» (Гиссен, 1783)
- «De religione publica iam inde a seculo post Chr. nat. II traditionibus corrupta» (Гиссен, 1783)
- «De christianae theologiae origine liber» (Лейпциг, 1786)
- «De traditione hermeneutica» (Лейпциг, 1786)
- «Historia interpretationis librorum sacrorum in Ecclesia christiana inde ab apostolorum aetate» (Лейпциг, 1795—1814)
- «De nimia copia litterarum litteratorumque, tanquam causa pereuntium litterarum» (Лейпциг, 1814)